# Mistrzostwa ASEAN 2012
AFF Suzuki Cup 2012 był 9 edycją tego turnieju, który wcześniej rozgrywany był pod nazwami Puchar Tygrysa oraz ASEAN Football Championship. Rozgrywany był w dniach 24 listopada - 22 grudnia 2012. Uczestniczyło w nim 8 azjatyckich reprezentacji.

## Stadiony
| Kuala Lumpur                  | Shah Alam              | Bangkok             |
| ----------------------------- | ---------------------- | ------------------- |
| Stadion Narodowy Bukit Jalil  | Shah Alam Stadium      | Rajamangala Stadium |
| Pojemność: 100 000            | Pojemność: 80 000      | Pojemność: 65 000   |
| National Stadium, Bukit Jalil | Shah Alam Stadium      | Rajamangala Stadium |
| Bangkok                       | Manila                 | Singapur            |
| Supachalasai Stadium          | Rizal Memorial Stadium | Jalan Besar Stadium |
| Pojemność: 25 000             | Pojemność: 12 873      | Pojemność: 8 000    |
| National Stadium              | Rizal Memorial Stadium | Jalan Besar Stadium |

## Zespoły

### Zakwalifikowane automatycznie
- Filipiny (4. miejsce AFF Suzuki Cup 2010)
- Indonezja (2. miejsce AFF Suzuki Cup 2010)
- Malezja (gospodarz)
- Singapur (5. miejsce AFF Suzuki Cup 2010)
- Tajlandia (gospodarz)
- Wietnam (3. miejsce AFF Suzuki Cup 2010)

### Drużyny z eliminacji
- Laos
- Mjanma

## Wyniki

### Faza grupowa

#### Grupa A
| Reprezentacja | Pkt | M | W | R | P | Br+ | Br- | +/- |
| ------------- | --- | - | - | - | - | --- | --- | --- |
| Tajlandia     | 9   | 3 | 3 | 0 | 0 | 9   | 2   | +7  |
| Filipiny      | 6   | 3 | 2 | 0 | 1 | 4   | 2   | +2  |
| Wietnam       | 1   | 3 | 0 | 1 | 2 | 2   | 5   | -3  |
| Mjanma        | 1   | 3 | 0 | 1 | 2 | 1   | 7   | -6  |

| 24 listopada 2012 | Wietnam · Lê Tấn Tài 34' | 1:11:0 | Mjanma · Kyi Lin 53' (k) | Rajamangala Stadium, Bangkok |
|                   |                          |        |                          |                              |

| 24 listopada 2012 | Tajlandia · Jakkraphan 39' · Anucha 41' | 2:12:0 | Filipiny · Mulders 77' | Rajamangala Stadium, Bangkok |
|                   |                                         |        |                        |                              |

| 27 listopada 2012 | Wietnam | 0:10:0 | Filipiny · Caligdong 86' | Rajamangala Stadium, Bangkok |
|                   |         |        |                          |                              |

| 27 listopada 2012 | Mjanma | 0:40:1 | Tajlandia · Teerasil 20', 82', 89' · Apipoo 59' | Rajamangala Stadium, Bangkok |
|                   |        |        |                                                 |                              |

| 30 listopada 2012 | Filipiny · P. Younghusband 47' · Á. Guirado 90+4' | 2:00:0 | Mjanma | Supachalasai Stadium, Bangkok |
|                   |                                                   |        |        |                               |

| 30 listopada 2012 | Tajlandia · Kirati 21', 65' · Nguyễn Gia Từ 82' (sam.) | 3:11:0 | Wietnam · Nguyễn Văn Quyết 72' | Rajamangala Stadium, Bangkok |
|                   |                                                        |        |                                |                              |

#### Group B
| Reprezentacja | Pkt | M | W | R | P | Br+ | Br- | +/- |
| ------------- | --- | - | - | - | - | --- | --- | --- |
| Singapur      | 6   | 3 | 2 | 0 | 1 | 7   | 4   | +3  |
| Malezja       | 6   | 3 | 2 | 0 | 1 | 6   | 4   | +2  |
| Indonezja     | 4   | 3 | 1 | 1 | 1 | 3   | 4   | -1  |
| Laos          | 1   | 3 | 0 | 1 | 2 | 6   | 10  | -4  |

| 25 listopada 2012 | Indonezja · Maitimo 43' · Mofu 90' | 2:21:1 | Laos · Sayavutthi 30' (k) · Liththideth 80' | Stadion Narodowy Bukit Jalil, Kuala Lumpur |
|                   |                                    |        |                                             |                                            |

| 25 listopada 2012 | Malezja | 0:30:2 | Singapur · Shahril 32', 38' · Đurić 75' | Stadion Narodowy Bukit Jalil, Kuala Lumpur |
|                   |         |        |                                         |                                            |

| 28 listopada 2012 | Indonezja · Andik 88' | 1:00:0 | Singapur | Stadion Narodowy Bukit Jalil, Kuala Lumpur |
|                   |                       |        |          |                                            |

| 28 listopada 2012 | Laos · Sihavong 38' | 1:41:1 | Malezja · Safiq 15' · Safee 67' · Wan 76' · Khyril 80' | Stadion Narodowy Bukit Jalil, Kuala Lumpur |
|                   |                     |        |                                                        |                                            |

| 1 grudnia 2012 | Singapur · Shahril 45+1', 52' · Amri 63' · Fazrul 65' | 4:31:1 | Laos · Sayavutthi 21', 81' (k) · Liththideth 40' | Shah Alam Stadium, Shah Alam |
|                |                                                       |        |                                                  |                              |

| 1 grudnia 2012 | Malezja · Azamuddin 27' · Mahali 29' | 2:0 | Indonezja | Stadion Narodowy Bukit Jalil, Kuala Lumpur |
|                |                                      |     |           |                                            |

### Faza pucharowa

#### Półfinały
| Drużyna 1                            | Wynik dwumeczu | Drużyna 2 | Pierwszy mecz | Drugi mecz |
| ------------------------------------ | -------------- | --------- | ------------- | ---------- |
| Filipiny                             | 0:1            | Singapur  | 0:0           | 0:1        |
| Malezja                              | 2:3            | Tajlandia | 1:1           | 1:2        |
| Po lewej gospodarz pierwszego meczu. |                |           |               |            |

##### Pierwsze mecze
| 8 grudnia 2012 | Filipiny | 0:0 | Singapur | Rizal Memorial Stadium, Manila |
|                |          |     |          |                                |

| 9 grudnia 2012 | Malezja · Norshahrul 48' | 1:10:0 | Tajlandia · Teerasil 78' | Stadion Narodowy Bukit Jalil, Kuala Lumpur |
|                |                          |        |                          |                                            |

##### Rewanże
| 12 grudnia 2012 | Singapur · Amri 19' | 1:0 | Filipiny | Jalan Besar Stadium, Singapur |
|                 |                     |     |          |                               |

| 13 grudnia 2012 | Tajlandia · Teerasil 60' · Theeraton 65' | 2:00:0 | Malezja | Supachalasai Stadium, Bangkok |
|                 |                                          |        |         |                               |

#### Finał
| Drużyna 1                            | Wynik dwumeczu | Drużyna 2 | Pierwszy mecz | Drugi mecz |
| ------------------------------------ | -------------- | --------- | ------------- | ---------- |
| Singapur                             | 3:2            | Tajlandia | 3:1           | 0:1        |
| Po lewej gospodarz pierwszego meczu. |                |           |               |            |

##### Pierwszy mecz
| 19 grudnia 2012 | Singapur · Fahrudin 10' (k) · Amri 62' · Baihakki 90+1' | 3:11:0 | Tajlandia · Adul 65' | Jalan Besar Stadium, Singapur |
|                 |                                                         |        |                      |                               |

##### Rewanż
| 22 grudnia 2012 | Tajlandia · Kirati 45' | 1:0 | Singapur | Supachalasai Stadium, Bangkok |
|                 |                        |     |          |                               |

| AFF Suzuki Cup 2012 |
| ------------------- |
| SINGAPUR 4. TYTUŁ   |

## Nagrody
| MVP           | Złoty But       | Fair Play |
| ------------- | --------------- | --------- |
| Shahril Ishak | Teerasil Dangda | Malezja   |

| Poz          | Drużyna   | M | W | R | P | G+ | G- | +/- |
| ------------ | --------- | - | - | - | - | -- | -- | --- |
| Finał        |           |   |   |   |   |    |    |     |
| 1            | Singapur  | 7 | 4 | 1 | 2 | 11 | 6  | +5  |
| 2            | Tajlandia | 7 | 5 | 1 | 1 | 14 | 6  | +8  |
| Półfinały    |           |   |   |   |   |    |    |     |
| 3            | Filipiny  | 5 | 2 | 1 | 2 | 4  | 3  | +1  |
| 4            | Malezja   | 5 | 2 | 1 | 2 | 7  | 7  | 0   |
| Faza grupowa |           |   |   |   |   |    |    |     |
| 5            | Indonezja | 3 | 1 | 1 | 1 | 3  | 4  | -1  |
| 6            | Wietnam   | 3 | 0 | 1 | 2 | 2  | 5  | −3  |
| 7            | Laos      | 3 | 0 | 1 | 2 | 6  | 10 | −4  |
| 8            | Mjanma    | 3 | 0 | 1 | 2 | 1  | 7  | −6  |

## Strzelcy
5 goli
- Teerasil Dangda

4 gole
- Shahril Ishak

3 gole
- Khampheng Sayavutthi
- Khairul Amri
- Kirati Keawsombat

2 gole
- Keoviengphet Liththideth

1 gol
| - Andik Vermansyah - Raphael Maitimo - Vendry Mofu - Khonesavanh Sihavong - Azamuddin Akil - Khyril Muhymeen - Mahali Jasuli - Norshahrul Idlan Talaha - Safee Sali - Safiq Rahim - Wan Zack Haikal - Kyi Lin - Emelio Caligdong - Ángel Guirado - Paul Mulders - Phil Younghusband - Aleksandar Đurić - Baihakki Khaizan - Fahrudin Mustafić - Fazrul Nawaz - Adul Lahso - Anucha Kitpongsri - Apipoo Suntornpanavej - Jakkraphan Pornsai - Theeraton Bunmathan - Lê Tấn Tài - Nguyễn Văn Quyết |

Gol samobójczy
- Nguyễn Gia Từ (przeciwko Tajlandii)